# ロベッコ・スル・ナヴィーリオ
ロベッコ・スル・ナヴィーリオ（伊: Robecco sul Naviglio）は、イタリア共和国ロンバルディア州ミラノ県にある、人口約6,800人の基礎自治体（コムーネ）。

## 地理

### 位置・広がり

#### 隣接コムーネ
隣接するコムーネは以下の通り。
- アッビアテグラッソ
- カッシネッタ・ディ・ルガニャーノ
- チェラーノ (NO)
- コルベッタ
- マジェンタ

### 地震分類
イタリアの地震リスク階級 (it) では、4 に分類される
。

## 行政

### 分離集落
ロベッコ・スル・ナヴィーリオには、以下の分離集落（フラツィオーネ）がある。
- Carpenzago, Cascinazza, Castellazzo de' Barzi, Casterno

## 姉妹都市
- Fosses-la-Ville、ベルギー